# Marie-Hélène Règne
Marie-Hélène Règne est une actrice française. Elle a tourné essentiellement dans des films érotiques sous la direction de Jean Rollin ou de Michel Lemoine.

## Biographie
Marie-Hélène Règne devient, avec Martine Azencot et Nathalie Zeiger, une des actrices de prédilection de Michel Lemoine qui l'emploi à trois reprises. Le réalisateur lui donne l'occasion de jouer aux côtés de Janine Reynaud, Jacques Bernard ou Sacha Briquet. Prostituée ou aristocrate, son physique altier et plantureux lui confère le plus souvent le rôle de maîtresse-femme. Selon Armel de Lorme, elle peut dans une certaine mesure représenter l'«  équivalent français de Tura Satana ». Jean Rollin fait d'elle un chef de bande dans Jeunes filles impudiques et Daniel Daert lui confie le rôle principal de son film érotico-fantastique Les Filles de Malemort.
Comme une grande partie de ses consœurs venues au cinéma par l'érotisme soft, Marie-Hélène Règne disparaît des écrans en 1975 à l'arrivée de la pornographie hardcore.

## Filmographie
- 1973 : Jeunes filles impudiques de Jean Rollin : Béatrice
- 1973 : Les Chiennes (ou Le Manoir aux louves) de Michel Lemoine : Joëlle
- 1973 : Les Confidences érotiques d'un lit trop accueillant de Michel Lemoine : la prostituée
- 1973 : Les Infidèles de Christian Lara : la gouvernante
- 1974 : Les Filles de Malemort de Daniel Daert : Maxime
- 1974 : Les petites saintes y touchent (ou Jeunes filles en extase) de Michel Lemoine : Fabienne, la call-girl
- 1975 : Gloria Mundi de Nico Papatakis :